# Sandra Oh
Sandra Oh (n. 20 iulie 1971, Nepean⁠(d), Ontario, Canada) este o actriță canadiană. Ea a jucat în Anatomia lui Grey, interpretând rolul Christinei Yang. A mai jucat și în Bean - O comedie dezastru și în multe altele. În 2018, ea a jucat rolul principal în serialul Killing Eve.